# Calliopsis boharti
Calliopsis boharti är en biart som först beskrevs av Rozen 1958.  Calliopsis boharti ingår i släktet Calliopsis och familjen grävbin. Inga underarter finns listade.